# A軍集団
A軍集団（アーぐんしゅうだん、ドイツ語: Heeresgruppe A）は、第二次世界大戦のドイツ国防軍の軍集団。

## 沿革

### 第一次編制（1940年）
1度目のA軍集団は1940年のドイツ軍の低地諸国およびフランス侵攻の際に編成され、ゲルト・フォン・ルントシュテットが指揮を執り、アルデンヌの森を抜けてフランスへ向かうことを目的とした。45個と2分の1師団から構成されており、クライスト装甲集団の装甲師団7個が含まれる機動力に優れた部隊であった。

### 第二次編制（1942年）
1942年には南方軍集団をA軍集団とB軍集団に分割して、東部戦線（独ソ戦）に2度目のA軍集団が作られた。ブラウ作戦において、コーカサスの油田地帯を占領することが命令された。

#### 部隊
- 第1装甲軍
- 第11軍
- 第17軍
- ルーマニア第4軍（英語版）

### 第三次編制（1945年）
1945年1月25日、ヒトラーは3個の軍集団の名前をつけなおし、北方軍集団をクールラント軍集団に、中央軍集団を北方軍集団に、A軍集団を中央軍集団に改名している。

## 歴代司令官
| 司令官                                              | 期間                           |
| --------------------------------------------------- | ------------------------------ |
| 陸軍元帥 ゲルト・フォン・ルントシュテット           | 1939年10月26日 - 1941年6月22日 |
| 陸軍元帥 ヴィルヘルム・リスト                       | 1942年7月10日 - 1942年9月9日   |
| 陸軍総司令部直隷（ドイツ国総統 アドルフ・ヒトラー） | 1942年9月10日 - 1942年11月23日 |
| 陸軍元帥 エヴァルト・フォン・クライスト             | 1942年11月23日 - 1944年3月30日 |
| 陸軍上級大将 フェルディナント・シェルナー           | 1944年4月1日- 1944年9月24日)   |
| 陸軍上級大将 ヨーゼフ・ハルペ                       | 1944年9月17日 - 1945年1月25日  |